# Javier Rodríguez Vera
Javier Rodríguez Vera  (Hellín, 9 de abril de 1788 – Murcia, 1 de enero de 1863) fue un militar y político español.

## Biografía
Marino liberal murciano fue, interinamente, entre noviembre de 1836 y febrero de 1837 ministro de la Guerra. Después fue senador por Albacete en 1843.